# Empis trunca
Empis trunca är en tvåvingeart som beskrevs av Christophe Daugeron 1999. Empis trunca ingår i släktet Empis och familjen dansflugor.
Artens utbredningsområde är Tyskland. Inga underarter finns listade i Catalogue of Life.